# Project Gotham Racing 4
Project Gotham Racing 4 es la secuela del juego lanzado para Xbox 360, Project Gotham Racing 3.
Project Gotham Racing 4 (abreviado comúnmente como PGR4) es un juego de conducción arcade exclusivo de Xbox 360. En él se pueden conducir modelos reales de coches y (por primera vez en la serie) de motocicletas.
Aun siendo un juego de manejo arcade, cada vehículo tiene un comportamiento diferente y este se ve afectado de forma realista por la climatología; a diferencia de otros juegos que tienen una conducción mucho más sencilla e independiente del realismo que debieran tener (Burnout Paradise o Need for Speed, por ejemplo).
El juego fue confirmado oficialmente durante el X06 mostrándolo con un tráiler. El tráiler está ahora disponible en el Bazar Xbox Live. El videojuego fue lanzado en 2 de octubre de 2007 en Estados Unidos.
El lema del juego es "La velocidad no es nada sin estilo", y esto se traduce en que el juego premia a los jugadores habilidosos y/o temerarios. El participante recibe Kudos (la moneda ficticia que se usa en el juego para desbloquear extras) por realizar maniobras habilidosas como curvas bien tomadas, adelantar rivales o por realizar maniobras temerarias como caballitos, invertidos o derrapes.
Los modos de juego Offline son principalmente dos: Carrera Gotham y Máquina recreativa.
Carrera Gotham: Es el principal modo de juego para un solo jugador. Consiste en avanzar temporadas en un campeonato a nivel mundial y avanzar en la clasificación, pudiendo completar infinitas temporadas hasta llegar al número uno de la clasificación o hasta que el jugador desee. En este modo además hay tres Grandes Premios (Grand Prix), que son eventos que dan muchos puntos de clasificación y en esta entrega del juego desbloquean un logro al completar los tres.
Máquina recreativa: Es un modo de juego independiente del anterior. Consiste en superar eventos individuales tanto con coche como con moto, para acumular medallas y así tener acceso a más eventos del mismo modo.
Ha sido confirmado por Peugeot en una competición para diseñar un automóvil que será incluido en la versión final del videojuego y que además será fabricado en una versión real.
El juego contará con 300 vehículos, 70 más que su predecesor, y se podrán disfrutar alrededor de 200 circuitos, incluyendo todas las ciudades que han aparecido en las anteriores entregas, más la inclusión de Shanghái y otras dos nuevas ciudades que aún no han sido confirmadas.

## Recepción
El videojuego superó a sus dos anteriores entregas PGR2 Y PGR3 vendiendo más de 1 millón de unidades, con las puntuaciones de 7.7/10 y en E3GAMES 7.9/10. El videojuego ganó en la nominación de "Mejor Sonido de Opciones" en los 1UP.